# Eurovision Choir 2017
Het Eurovision Choir 2017 was de eerste editie van het Eurovision Choir-zangfestival en werd georganiseerd in de zomer van 2017 in Letland.

## Format
De landen zenden een professioneel koor in dat één of meerdere stukken brengt die niet langer dan zes minuten duren. De koren mogen zelf kiezen welke genres of in welke taal ze zingen, maar er moet nationale of regionale invloed aanwezig zijn van het land dat ze vertegenwoordigen.

## Gastland
Letland werd aangeduid als gastland voor de eerste editie. Op 14 februari 2017 werd Riga officieel voorgesteld als gaststad en werd en de Arena Riga de zaal voor deze editie van het festival.
Letland organiseerde al eerder het Eurovisiesongfestival 2003 in Riga.

## Deelnemende landen

Deelnemende landen

Aanvankelijk zouden aan de eerste editie van het festival zeven landen meedoen. Deze landen waren: België, Denemarken, Duitsland, Estland, Letland, Oostenrijk en Slovenië. Uiteindelijk besloten ook Hongarije en Wales om deel te nemen aan het festival. Door de Welshe deelname is het niet mogelijk dat het Verenigd Koninkrijk in zijn geheel deelneemt.

## Uitslag
| Plaats | Land       | Taal                    | Koor                     | Lied(eren)                                    |
| ------ | ---------- | ----------------------- | ------------------------ | --------------------------------------------- |
| 1      | Slovenië   | Sloveens                | Carmen Manet             | Ta na solbici Adrca Aj, zelena je vsa gora    |
| 2      | Wales      | Tsjechisch Welsh Engels | Côr Merched Sir Gâr      | O, mountain, o Mil harddach Wade in the water |
| 3      | Letland    | Lets                    | Spīgo                    | Grezna saule debesīs Es čigāna meita biju     |
| -      | België     | Frans                   | Les Pastoureaux          | Dans la troupe Ensemble                       |
| -      | Denemarken | Deens                   | Akademisk Kor Aarhus     | I seraillets have Wiigen-lied                 |
| -      | Duitsland  | Verzonnen Duits         | Jazzchor Freiburg        | African call Palletes                         |
| -      | Estland    | Estisch                 | Estonian TV Girls’ Choir | Absolute tormis                               |
| -      | Hongarije  | Hongaars                | Bartók Béla Férfikar     | Karádi nóták                                  |
| -      | Oostenrijk | Latijn Duits Engels     | Hardchor Linz            | Ave Maria I tua wos i wü Rah                  |